# EARLY WING
株式會社EARLY WING（日語：株式会社EARLY WING）是於2009年11月設立的日本經紀公司，主要經營聲優事業，並分別在2012年8月8日及2014年5月設立新事務所「株式會社Ability Soul Pro」（現稱：株式會社FIRST WIND production）與「株式會社WITH LINE」。

## EARLY WING集團
- 株式會社EARLY WING infinity（集團管理）
  - 株式會社EARLY WING（經紀公司）
    - 株式會社FIRST WIND production（經紀公司，舊稱Ability Soul Pro。2019年12月更名為現稱[1]）
    - 株式會社WITH LINE（經紀公司）
    - 株式會社Ai Addiction（音效製作）
    - 株式會社Ghost Chest（服裝）
    - 株式會社Verite（全身美容）
    - 株式會社MYRO（美髮沙龍）

  - ETS聲優／旁白訓練工作室（養成所）
  - STUDIO effort（錄音工作室）
  - studio ENDEAVOR（錄音工作室）

## 所屬聲優
截至2023年9月。

### 男性聲優
- 阿部大樹（日语：阿部大樹）
- 遠藤廣之（日语：遠藤広之）
- 逢坂良太
- 大宮健司
- 小笠原仁（日语：小笠原仁 (声優)）
- 金子哲平
- 紀昌利（日语：紀昌利）
- 喜多田悠（日语：喜多田悠）
- 佐佐健太（日语：佐々健太）
- 佐佐木祐輔（日语：佐々木祐輔）
- 白井悠介
- 寺井智之（日语：寺井智之）
- 時永ヨウ（日语：時永ヨウ）
- 中村大志（日语：中村大志 (声優)）
- 鳴海崇志（日语：鳴海崇志）
- 福地慎太郎（日语：福地慎太郎）
- 前田聰馬
- 松岡正法
- 宮田正宗
- モアイ岩下（日语：モアイ岩下）
- 矢野龍太（日语：矢野龍太）
- 山本兼平（日语：山本兼平）
- 渡邉允瑠（日语：渡邉允瑠）

### 女性聲優
- 青山彩菜
- 安月名莉子
- 石垣奈津美
- 今井麻美
- 占部真由子
- 大坪由佳
- 桑門空（日语：桑門そら）
- 小松郁
- 紗上唄菜
- 阪本智美（日语：阪本智美）
- 櫻井美希（日语：桜井みき）
- 櫻木亞美紗
- 笹本菜津枝（日语：笹本菜津枝）
- 篠永百合
- 志水結美（日语：志水結美）
- 鷹村彩花
- 東城日沙子
- 都丸千代
- 富永芳英（富永よしえ）
- 長野佑紀
- 葉瀬ふみの
- 藤本彩花
- 增田純子
- 水野愛日（日语：水野愛日）
- 柳原利香（日语：柳原利香）
- 吉岡麻耶

### 準所屬聲優
| 男性 - 青山紘大 - 淺沼雅人 - 安西將伍 - 伊藤良幸 - 井上一世 - 岩永賢之丞 - 岩村圭佑 - 浦山大志 - 太田海音 - 大本裕 - 小川大介 - 小川凌輝 - 小野雄哉 - 金子恭平 - 川合惠介 - 菅野一 - 小林泰河 - 齋藤大介 - 酒井祐太 - 白石智起 - 高倉悠生 - 高橋慶介 - 茶木大河 - 豊島聖人 - 中村和真 - 沼澤龍一郎 - 藤田幹彦 - 枡谷尚樹 - 松岡一平 - 松田悠人 - 松永一輝 - 三浦一真 - 本橋隼 | 女性 - 明里瞳 - 淺見春那 - 天野凜 - 新川愛實 - 安藤瑞季 - 石塚祐理菜 - 泉紗緒里 - 伊藤彩香 - 井上杏奈 - 内山つかさ - 江口育美 - 大澤風香 - 岡本麻李 - 奥村千洋 - 奥村真由 - 小野華永子 - 柿村桃希 - 嘉多中いお - 勝亦里佳 - 唐井萌々子 - 腰塚冴子 - 嵯峨あつみ - 坂田明音 - 澤田姬 - 杉田春花 - 高田名奈 - 竹內麻沙美 - 田村瑠奈 - 月城亞美 - 築山苑佳 - 得能ありさ - 中村有来 - 中山瑤子 - 沼倉遙香 - 橋村あゆ - 平山ゆりか - 福積沙耶 - 本鄉里實 - 御堂ダリア - 藪內滿里奈 - 矢吹真央 - 山口明穗 - 吉田真奈美 |

### 俳優
- 鵜久森みか
- 乙葉悠花
- 酒井勇樹
- 橘薫
- 豊原皇介
- 長谷川宏行
- MAKIKO

## 過去所屬聲優
男性聲優
- 友島光貴（現所屬：V-FORK）
- 石田大祐（日语：石田大祐）
- 井上勇一（日语：井上勇一）（現所屬：KeKKe Corporation（新人））
- 宇田川宰（現所屬：アルファセレクション）
- 梶川翔平（日语：梶川翔平）（現所屬：Kenyu Office）
- 越田直樹（轉屬Mausu Promotion後引退）
- 酒井廣大（現所屬：アニモプロデュース）
- 住吉屋力（日语：住吉屋力）（現所屬：進戲團夢命Classics）

女性聲優
- 井澤詩織（現所屬：VOICE KIT）
- 香乃みお（日语：香乃みお）（現所屬：ウィングウェーヴ）
- 植田光（現所屬：Office Anemone（預かり））
- 宇民祐希（現所屬：Platinum Production（日语：プラチナムプロダクション））
- 內田愛美（現所屬：CROCODEILE（日语：フォレストリンク））
- 加藤祐梨（日语：加藤祐梨）
- 喜多村英梨（自由工作者）
- 桐島ゆか（日语：桐島ゆか）（自由工作者）
- 鈴木みこ（日语：鈴木みこ）
- 瀨川惠理（日语：瀬川恵理）（自由工作者）
- 田村奈央（現所屬：東京俳優生活協同組合）
- 沼裕華（日语：沼裕華）（自由工作者）
- 野田麻未（日语：のだまみ）（自由工作者）
- 中島唯（現所屬：Mausu Promotion）
- 中村溫姬（現所屬：Digital Double）
- 野宮いづみ（日语：野宮いづみ）（自由工作者）
- 萩乃水城（日语：萩乃水城）
- 前田繪夢（日语：前田絵夢）
- 真木碧（日语：真木碧）（自由工作者、Forest Link（商業夥伴））
- 森島亞梨紗（日语：森島亜梨紗）
- 山本綾（日语：山本綾）（現所屬：星塵傳播）
- 羅弘美（日语：羅弘美）

## FIRST WIND production

### 所屬聲優

#### 男性
| 天津勝哉 | 岩瀨周平 | 金子隼人 | 川口翔 | 松下悠矢 | 滿山祥吾 |

#### 女性
| 井坂瞳 | 糸野今日子 | 豬野望 | 高田仁美 | 寺町南 | 船橋舞（船橋まい） | 古川由利奈 | 衣川里佳 |

## WITH LINE

### 所屬聲優

#### 男性
- 土岐隼一
- 菊池勇成
- 石井孝英（日语：石井孝英）
- 青木優太（日语：青木優太）
- 亀山雄慈（日语：亀山雄慈）
- 横山遵（日语：横山遵）
- 井上健一（日语：井上健一）
- 蟹江裕介（日语：蟹江裕介）
- 大町朋裕（日语：大町朋裕）

#### 女性
- 指出毬亞
- 丸岡和佳奈
- 早瀨莉花
- 伊藤ゆいな（日语：伊藤ゆいな）
- 入江麻衣子
- 野中深愛（日语：野中深愛）
- 岩倉あずさ（日语：岩倉あずさ）

## 腳注
1. ↑  日本法人編號公布處 （页面存档备份，存于）（日語）

## 外部連結
- EARLY WING （页面存档备份，存于） EARLY WING集團官方網站（日語）
  - EARLY WING的X（前Twitter）
  - YouTube上的EARLY WING頻道
- FIRST WIND production （页面存档备份，存于） FIRST WIND production集團官方網站（日語）
  - FIRST WIND production的X（前Twitter）
- WITH LINE （页面存档备份，存于） WITH LINE集團官方網站（日語）
  - WITH LINE的X（前Twitter）
- PUGNUS （页面存档备份，存于） PUGNUS集團官方網站（日語）
- WAHO學院 （页面存档备份，存于）（培訓學校）（日語）
- koepa（聲優派對） （页面存档备份，存于）（Web雜誌）（日語）
  - koepa編輯部【官方】的X（前Twitter）